# Edificio Mihanovich
L'Edificio Mihanovich è uno storico grattacielo di Buenos Aires in Argentina.

## Storia

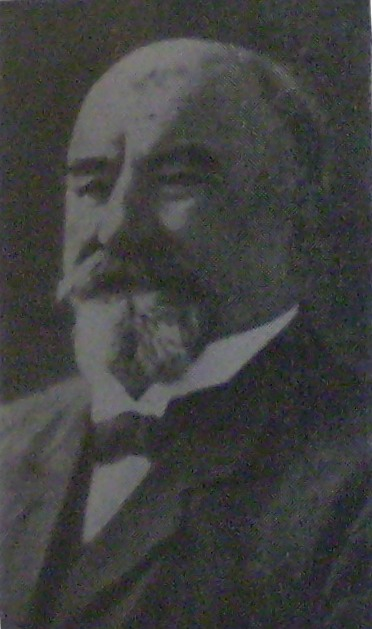
Nicolás Mihanovich

L'edificio venne commissionato da Nicolás Mihanovich; costui era un imprenditore di successo di origine austroungarica, fondatore, all'inizio del XX secolo, della Compañía de Navegación Nicolás Mihanovich Ltd, la prima ad unire regolarmente con navi passeggeri Buenos Aires con le città di Colonia del Sacramento e Carmelo in Uruguay, situate sulla sponda opposta del Rio della Plata.
L'intento del signor Mihanovich era quello di erigere un grande palazzo per poterne affittare gli appartamenti, rivolgendosi ad una clientela composta dalla piccola borghesia, ricca ma non abbastanza da potersi permettere di costruire un proprio palazzo. A questo proposito acquistò dunque un lotto lungo l'esclusiva calle Arroyo nel quartiere del Retiro, nel settore settentrionale della città.
Si dice che il signor Mihanovich abbia richiesto che il suo grattacielo, approfittando della sua vicinanza al Rio della Plata, fosse visibile da molto lontano e che disponesse di un faro sulla sua cima che guidasse le navi della sua compagnia. La costruzione dell'edificio venne affidata nel 1925 ai fratelli Bencich, originari di Trieste, secondo il progetto redatto dagli architetti Héctor Calvo, Arnoldo Jacobs e Rafael Giménez.
Alla morte di Nicolás Mihanovich, sopraggiunta nel 1929 all'età di 83 anni, l'immobile venne comprato dalla compagnia dei fratelli Bencich, motivo per cui il palazzo è anche conosciuto come "Edificio Bencich". Nel 1997 venne infine acquistato del gruppo francese Accor, proprietario della catena di alberghi di lusso Sofitel. I lavori di ristrutturazione dell'edificio, iniziati nel 2000 e terminati a fine 2002, vennero affidati all'architetto Daniel Fernández. I nuovi interni vennero invece progettati dallo studio di architettura Hampton-Rivoira, in collaborazione con il francese Pierre-Yves Rochon.

## Descrizione
L'edificio presenta uno stile eclettico storicista, con forti reminescenze, nella sua parte sommitale, del mausoleo di Alicarnasso, una delle sette meraviglie del mondo.
Il complesso è composto da due volumi di 7 piani affacciati sulla strada e separati da un passaggio privato; al termine di questo si erge la torre vera e propria, alta 20 piani, che termina con una cupola piramidale avente in cima un faro.

## Galleria d'immagini

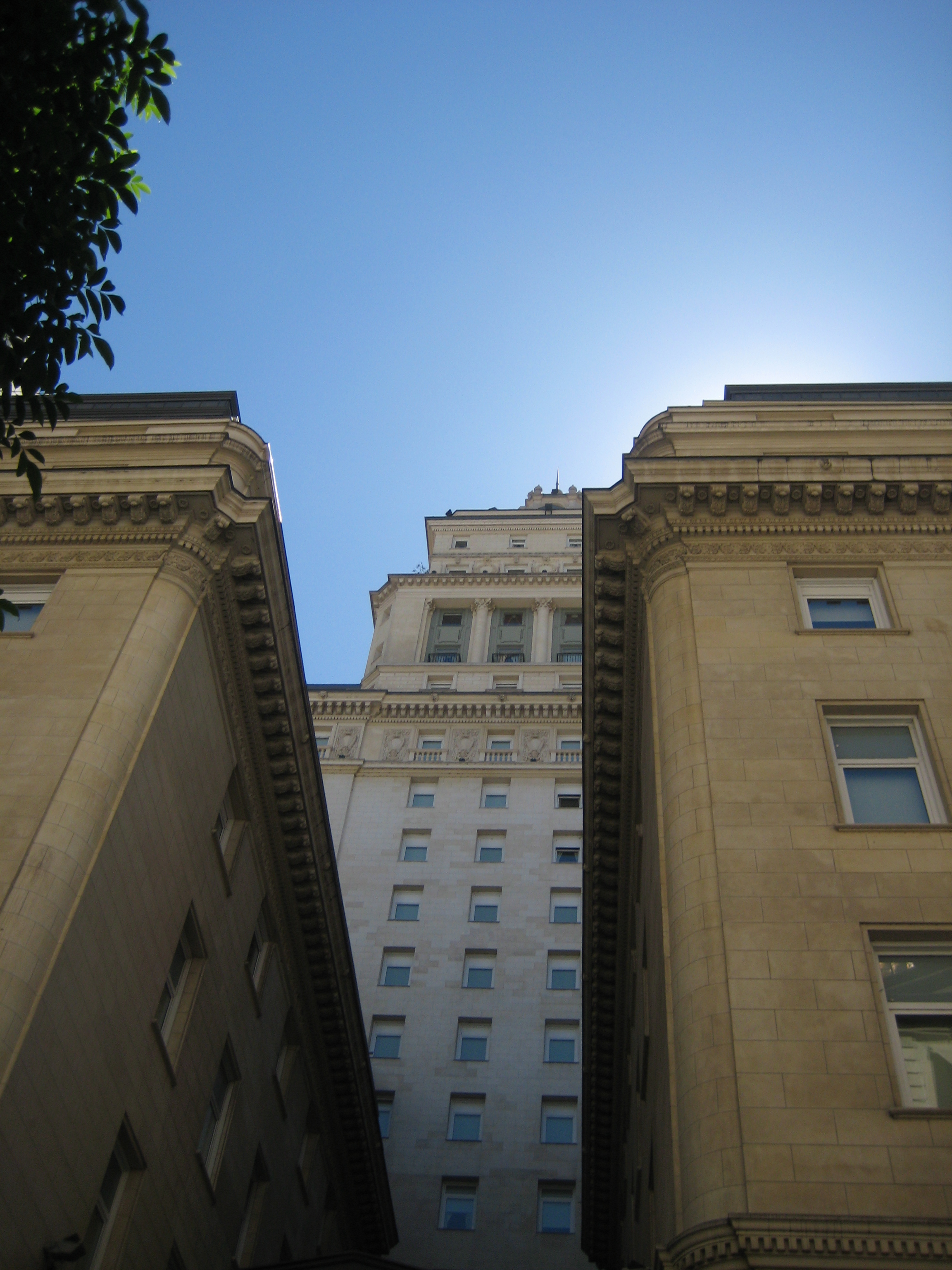
Vista dal basso